# Gästbudstjärnen
Gästbudstjärnen är en sjö i Ljusdals kommun i Hälsingland och ingår i Ljusnans huvudavrinningsområde. Sjön har en area på 0,0702 kvadratkilometer och ligger 289,2 meter över havet. Sjön avvattnas av vattendraget Gryckån (Lillskogsån).

## Delavrinningsområde
Gästbudstjärnen ingår i det delavrinningsområde (683818-148252) som SMHI kallar för Ovan Lindstabäcken. Medelhöjden är 316 meter över havet och ytan är 2,27 kvadratkilometer. Räknas de 10 avrinningsområdena uppströms in blir den ackumulerade arean 89,1 kvadratkilometer. Gryckån (Lillskogsån) som avvattnar avrinningsområdet har biflödesordning 3, vilket innebär att vattnet flödar genom totalt 3 vattendrag innan det når havet efter 171 kilometer. Avrinningsområdet består mestadels av skog (97 procent). Avrinningsområdet har 0,07 kvadratkilometer vattenytor vilket ger det en sjöprocent på 3 procent.